# Jack Delaney (Boxer)
Jack Ovila Chapdelaine Delaney (* 18. März 1900 in Saint-François-du-Lac, Nicolet-Yamaska, Québec, Kanada; † 27. November 1948 in Bridgeport, Connecticut, USA) war ein US-amerikanischer Boxer im Halbschwergewicht und sowohl universeller als auch NYSAC-Weltmeister.